# 橘色藻目
橘色藻目（学名：Trentepohliales）为石莼纲的一个属。

## 下级分类
本属包括以下物种：
- Chroolepidaceae
- 橘色藻科 Trentepohliaceae